# Africallagma vaginale
Africallagma vaginale – gatunek ważki z rodziny łątkowatych (Coenagrionidae).